# Павел Гуджеров
Павел Гуджеров е български икономист и политик от партия ГЕРБ, кмет на Община Раковски от 2015 година.

## Биография
Павел Андреев Гуджеров е роден на 14 април 1983 г. в Пловдив. Средното си образование завършва в град Раковски, а висшето – в Стопанската академия в Свищов, специалност „Маркетинг“.
В началото на кариерата си е заемал постове на председател на „Комисия за борба с противообществените прояви на малолетни и непълнолетни“, член на Областен съвет за сътрудничество по етнически и демографски въпроси и председател на постоянна комисия по заетост към Дирекция „Бюро по труда“, община Раковски и община Брезово.
През 2008 г. е главен специалист „Евроинтеграция и структурни фондове“ и ръководител и координатор на проекти и програми, финансирани по структурните фондове на ЕС. От 2008 до 2013 г. е заместник-кмет на община Раковски с ресори проекти, структурни фондове, спорт, социални дейности. През 2011 г. защитава докторат по „Маркетинг“ в Свищов.
Народен представител в XLII народно събрание от 21 май 2013 г. до 5 август 2014 г. от групата на ГЕРБ. В края на 2014 г. е назначен за зам.-министър на околната среда и водите. На местните избори през 2015 г. е избран за кмет на община Раковски.
По време на първия си мандат приоритети му са изграждане и рехабилитация на уличната и пътната инфраструктура: Асфалтирани са 26 644 м. от улиците в общината. Завършени са канализацията и водопроводът в кв. „Парчевич“, подмяната на водопровод в селата Момино и Шишманци. Започнат е първият етап от подмяната на водопровода в село Чалъкови. През 2017 г. е създадено общинско предприятие „Благоустрояване и превенция“ с предмет на дейност – поддържане и благоустрояване на обществените територии в Община Раковски, с което разходите под поддържане на общинската инфраструктура са намелени значително. С помощта на предприятието Павел Гуджеров има амбицията да завърши асфалтирането на всички улици в общинския център до 2023 г. От 2018 г. Павел Гуджеров е член на титулярния съвет към Басейнова дирекция „Източнобеломорски район“ в Пловдив.
По време на своето апостолическо поклонничество в България папа Франциск посещава град Раковски на 6 май 2019 г. Той е посрещнат на улица „Михаил Добромиров“ в района на автогарата в квартал „Генерал Николаево“ от кмета на града. През октомври 2019 г. по време на представянето на книгата „Апостолическото посещение на Негово Светейшество Папа Франциск в България и Северна Македония, 5-7 май 2019“ в Апостолическата нунциатура в София на Павел Гуджеров е връчено писмо от папата. В писмото Светият отец изказа уважение и благодарност на Павел Гуджеров за топлото посрещане в Раковски.
През есента на 2019 г. и през октомври 2023 г. Павел Гуджеров е преизбиран за кмет на община Раковски.